# EPrix van New York 2021
De ePrix van New York 2021 werd gehouden over twee races op 10 en 11 juli 2021 op het Brooklyn Street Circuit. Dit waren de tiende en elfde races van het zevende Formule E-seizoen.
De eerste race werd gewonnen door Andretti-coureur Maximilian Günther, die zijn eerste zege van het seizoen behaalde. Jean-Éric Vergne werd voor Techeetah tweede, terwijl Audi-rijder Lucas di Grassi als derde eindigde.
De tweede race werd gewonnen door Jaguar-coureur Sam Bird, die startend vanaf pole position zijn tweede overwinning van het seizoen behaalde. Hiermee nam hij ook de leiding in het kampioenschap over. Nick Cassidy werd voor Virgin tweede, terwijl Techeetah-rijder António Félix da Costa als derde eindigde.

## Race 1

### Kwalificatie
| Pos                 | No | Coureur                | Team             | Q1       | Q2       | Grid |
| ------------------- | -- | ---------------------- | ---------------- | -------- | -------- | ---- |
| 1                   | 37 | Nick Cassidy           | Virgin-Audi      | 1:09.672 | 1:09.338 | 1    |
| 2                   | 25 | Jean-Éric Vergne       | Techeetah-DS     | 1:09.599 | 1:09.499 | 2    |
| 3                   | 94 | Alex Lynn              | Mahindra         | 1:09.746 | 1:09.538 | 3    |
| 4                   | 28 | Maximilian Günther     | Andretti-BMW     | 1:09.718 | 1:09.614 | 4    |
| 5                   | 23 | Sébastien Buemi        | e.dams-Nissan    | 1:09.531 | 1:09.713 | 5    |
| 6                   | 99 | Pascal Wehrlein        | Porsche          | 1:09.667 | 1:09.752 | 6    |
| 7                   | 11 | Lucas di Grassi        | Audi             | 1:09.759 |          | 7    |
| 8                   | 22 | Oliver Rowland         | e.dams-Nissan    | 1:09.891 |          | 8    |
| 9                   | 29 | Alexander Sims         | Mahindra         | 1:09.892 |          | 9    |
| 10                  | 36 | André Lotterer         | Porsche          | 1:10.028 |          | 10   |
| 11                  | 4  | Robin Frijns           | Virgin-Audi      | 1:10.063 |          | 11   |
| 12                  | 7  | Sérgio Sette Câmara    | Dragon-Penske    | 1:10.147 |          | 12   |
| 13                  | 13 | António Félix da Costa | Techeetah-DS     | 1:10.156 |          | 13   |
| 14                  | 8  | Oliver Turvey          | NIO              | 1:10.181 |          | 14   |
| 15                  | 27 | Jake Dennis            | Andretti-BMW     | 1:10.239 |          | 15   |
| 16                  | 20 | Mitch Evans            | Jaguar           | 1:10.526 |          | 16   |
| 17                  | 88 | Tom Blomqvist          | NIO              | 1:10.530 |          | 17   |
| 18                  | 17 | Nyck de Vries          | Mercedes         | 1:10.581 |          | 18   |
| 19                  | 71 | Norman Nato            | Venturi-Mercedes | 1:10.658 |          | 19   |
| 20                  | 10 | Sam Bird               | Jaguar           | 1:10.934 |          | 20   |
| 21                  | 5  | Stoffel Vandoorne      | Mercedes         | 1:10.952 |          | 21   |
| 22                  | 6  | Joel Eriksson          | Dragon-Penske    | 1:11.036 |          | 24   |
| 23                  | 33 | René Rast              | Audi             | 1:11.271 |          | 22   |
| 24                  | 48 | Edoardo Mortara        | Venturi-Mercedes | 1:11.690 |          | 23   |
| 110%-tijd: 1:16.484 |    |                        |                  |          |          |      |

### Race
| Pos | No | Coureur                | Team                      | Rondes | Tijd/Oorzaak uitval | Grid | Punten |
| --- | -- | ---------------------- | ------------------------- | ------ | ------------------- | ---- | ------ |
| 1   | 28 | Maximilian Günther     | Andretti-BMW              | 38     | 46:24.747           | 4    | 25     |
| 2   | 25 | Jean-Éric Vergne       | Techeetah-DS              | 38     | +2.072              | 2    | 18     |
| 3   | 11 | Lucas di Grassi        | Audi                      | 38     | +2.832              | 7    | 15     |
| 4   | 37 | Nick Cassidy           | Virgin-Audi               | 38     | +4.623              | 1    | 15     |
| 5   | 4  | Robin Frijns           | Virgin-Audi               | 38     | +5.239              | 11   | 10     |
| 6   | 23 | Sébastien Buemi        | e.dams-Nissan             | 38     | +6.370              | 5    | 9      |
| 7   | 22 | Oliver Rowland         | e.dams-Nissan             | 38     | +6.581              | 8    | 6      |
| 8   | 36 | André Lotterer         | Porsche                   | 38     | +7.826              | 10   | 4      |
| 9   | 10 | Sam Bird               | Jaguar                    | 38     | +8.489              | 20   | 3      |
| 10  | 33 | René Rast              | Audi Sport ABT Schaeffler | 38     | +11.917             | 22   | 1      |
| 11  | 94 | Alex Lynn              | Mahindra                  | 38     | +14.912             | 3    |        |
| 12  | 13 | António Félix da Costa | Techeetah-DS              | 38     | +15.289             | 13   |        |
| 13  | 17 | Nyck de Vries          | Mercedes                  | 38     | +27.523             | 18   |        |
| 14  | 48 | Edoardo Mortara        | Venturi-Mercedes          | 38     | +27.698             | 23   |        |
| 15  | 71 | Norman Nato            | Venturi-Mercedes          | 38     | +28.472             | 19   |        |
| 16  | 88 | Tom Blomqvist          | NIO                       | 38     | +28.746             | 17   |        |
| 17  | 6  | Joel Eriksson          | Dragon-Penske             | 38     | +41.106             | 24   |        |
| 18  | 7  | Sérgio Sette Câmara    | Dragon-Penske             | 38     | +49.849             | 12   |        |
| DNF | 27 | Jake Dennis            | Andretti-BMW              | 30     | Ongeluk             | 15   |        |
| DNF | 29 | Alexander Sims         | Mahindra                  | 29     | Elektrisch          | 9    |        |
| DNF | 5  | Stoffel Vandoorne      | Mercedes                  | 27     | Elektrisch          | 21   |        |
| DNF | 20 | Mitch Evans            | Jaguar                    | 14     | Ongeluk             | 16   |        |
| DNF | 8  | Oliver Turvey          | NIO                       | 11     | Elektrisch          | 14   |        |
| DNF | 99 | Pascal Wehrlein        | Porsche                   | 10     | Ongeluk             | 6    |        |

## Race 2

### Kwalificatie
| Pos                 | No | Coureur                | Team             | Q1       | Q2       | Grid |
| ------------------- | -- | ---------------------- | ---------------- | -------- | -------- | ---- |
| 1                   | 10 | Sam Bird               | Jaguar           | 1:08.855 | 1:08.572 | 1    |
| 2                   | 20 | Mitch Evans            | Jaguar           | 1:08.914 | 1:08.662 | 2    |
| 3                   | 37 | Nick Cassidy           | Virgin-Audi      | 1:08.947 | 1:08.663 | 3    |
| 4                   | 99 | Pascal Wehrlein        | Porsche          | 1:08.898 | 1:08.818 | 4    |
| 5                   | 7  | Sérgio Sette Câmara    | Dragon-Penske    | 1:09.038 | 1:08.988 | 5    |
| 6                   | 36 | André Lotterer         | Porsche          | 1:09.012 | 1:09.201 | 6    |
| 7                   | 13 | António Félix da Costa | Techeetah-DS     | 1:09.052 |          | 7    |
| 8                   | 94 | Alex Lynn              | Mahindra         | 1:09.166 |          | 8    |
| 9                   | 29 | Alexander Sims         | Mahindra         | 1:09.229 |          | 9    |
| 10                  | 71 | Norman Nato            | Venturi-Mercedes | 1:09.236 |          | 10   |
| 11                  | 33 | René Rast              | Audi             | 1:09.256 |          | 11   |
| 12                  | 11 | Lucas di Grassi        | Audi             | 1:09.328 |          | 12   |
| 13                  | 23 | Sébastien Buemi        | e.dams-Nissan    | 1:09.339 |          | 13   |
| 14                  | 48 | Edoardo Mortara        | Venturi-Mercedes | 1:09.393 |          | 14   |
| 15                  | 6  | Joel Eriksson          | Dragon-Penske    | 1:09.495 |          | 15   |
| 16                  | 22 | Oliver Rowland         | e.dams-Nissan    | 1:09.499 |          | 16   |
| 17                  | 8  | Oliver Turvey          | NIO              | 1:09.620 |          | 17   |
| 18                  | 88 | Tom Blomqvist          | NIO              | 1:09.649 |          | 18   |
| 19                  | 27 | Jake Dennis            | Andretti-BMW     | 1:09.969 |          | 19   |
| 20                  | 5  | Stoffel Vandoorne      | Mercedes         | 1:10.089 |          | 20   |
| 21                  | 4  | Robin Frijns           | Virgin-Audi      | 1:10.341 |          | 21   |
| 22                  | 17 | Nyck de Vries          | Mercedes         | 1:10.599 |          | 22   |
| 23                  | 28 | Maximilian Günther     | Andretti-BMW     | 1:10.637 |          | 23   |
| 110%-tijd: 1:15.740 |    |                        |                  |          |          |      |
| 24                  | 25 | Jean-Éric Vergne       | Techeetah-DS     | 1:21.673 |          | 24   |

### Race
| Pos | No | Coureur                | Team                      | Rondes | Tijd/Oorzaak uitval | Grid | Punten |
| --- | -- | ---------------------- | ------------------------- | ------ | ------------------- | ---- | ------ |
| 1   | 10 | Sam Bird               | Jaguar                    | 37     | 46:15.909           | 1    | 29     |
| 2   | 37 | Nick Cassidy           | Virgin-Audi               | 37     | +4.167              | 3    | 18     |
| 3   | 13 | António Félix da Costa | Techeetah-DS              | 37     | +4.840              | 7    | 16     |
| 4   | 99 | Pascal Wehrlein        | Porsche                   | 37     | +7.154              | 4    | 12     |
| 5   | 36 | André Lotterer         | Porsche                   | 37     | +7.762              | 6    | 10     |
| 6   | 29 | Alexander Sims         | Mahindra                  | 37     | +16.286             | 9    | 8      |
| 7   | 71 | Norman Nato            | Venturi-Mercedes          | 37     | +24.983             | 10   | 6      |
| 8   | 4  | Robin Frijns           | Virgin-Audi               | 37     | +25.084             | 21   | 4      |
| 9   | 94 | Alex Lynn              | Mahindra                  | 37     | +25.405             | 8    | 2      |
| 10  | 28 | Maximilian Günther     | Andretti-BMW              | 37     | +26.009             | 23   | 1      |
| 11  | 7  | Sérgio Sette Câmara    | Dragon-Penske             | 37     | +26.341             | 5    |        |
| 12  | 5  | Stoffel Vandoorne      | Mercedes                  | 37     | +30.781             | 20   |        |
| 13  | 20 | Mitch Evans            | Jaguar                    | 37     | +30.957             | 2    |        |
| 14  | 11 | Lucas di Grassi        | Audi                      | 37     | +31.970             | 12   |        |
| 15  | 23 | Sébastien Buemi        | e.dams-Nissan             | 37     | +32.985             | 13   |        |
| 16  | 27 | Jake Dennis            | Andretti-BMW              | 37     | +35.692             | 19   |        |
| 17  | 48 | Edoardo Mortara        | Venturi-Mercedes          | 37     | +35.924             | 14   |        |
| 18  | 17 | Nyck de Vries          | Mercedes                  | 37     | +36.339             | 22   |        |
| 19  | 22 | Oliver Rowland         | e.dams-Nissan             | 37     | +51.384             | 16   |        |
| 20  | 33 | René Rast              | Audi Sport ABT Schaeffler | 37     | +59.694             | 11   |        |
| 21  | 88 | Tom Blomqvist          | NIO                       | 37     | +1:05.327           | 18   |        |
| 22  | 6  | Joel Eriksson          | Dragon-Penske             | 37     | +1:07.701           | 15   |        |
| DNF | 8  | Oliver Turvey          | NIO                       | 29     | Elektrisch          | 17   |        |
| DNF | 25 | Jean-Éric Vergne       | Techeetah-DS              | 0      | Elektrisch          | 24   |        |

## Tussenstanden wereldkampioenschap

### Coureurs
| Positie | No. | Rijder                 | Team             | Punten |
| ------- | --- | ---------------------- | ---------------- | ------ |
| 01      | 10  | Sam Bird               | Jaguar           | 81     |
| 02      | 13  | António Félix da Costa | Techeetah-DS     | 76     |
| 03      | 4   | Robin Frijns           | Virgin-Audi      | 76     |
| 04      | 48  | Edoardo Mortara        | Venturi-Mercedes | 72     |
| 05      | 37  | Nick Cassidy           | Virgin-Audi      | 70     |
| 06      | 25  | Jean-Éric Vergne       | Techeetah-DS     | 68     |
| 07      | 33  | René Rast              | Audi             | 61     |
| 08      | 20  | Mitch Evans            | Jaguar           | 60     |
| 09      | 99  | Pascal Wehrlein        | Porsche          | 60     |
| 10      | 17  | Nyck de Vries          | Mercedes         | 59     |

### Constructeurs
| Positie | Team             | Punten |
| ------- | ---------------- | ------ |
| 01      | Virgin-Audi      | 146    |
| 02      | Techeetah-DS     | 144    |
| 03      | Jaguar           | 141    |
| 04      | Audi             | 115    |
| 05      | Mercedes         | 113    |
| 06      | Andretti-BMW     | 108    |
| 07      | Porsche          | 92     |
| 08      | Venturi-Mercedes | 89     |
| 09      | e.dams-Nissan    | 79     |
| 10      | Mahindra         | 78     |